# Wesley Carvalho
Wesley Oliveira de Carvalho (Itapetinga, Brasil, 4 de junio de 1974) es un entrenador de fútbol brasileño. Actualmente dirige interinamente al Cruzeiro.

## Trayectoria
Nacido en Itapetinga, Bahía, Carvalho jugó como portero en la cantera del Vitória, siendo suplente de Dida durante la Copa São Paulo de Futebol Júnior de 1993. Nunca jugó profesionalmente durante su carrera, pero se unió al mismo club en 1997, como entrenador de arqueros. Abandonó el club en 2003, y regresó en dos ocasiones más, siendo entrenador de la sub-17 y de la sub-20.
El 20 de mayo de 2015, tras la destitución de Claudinei Oliveira, fue nombrado entrenador interino de Vitória de la Serie B.Dejó el cargo un par de semanas después, con tres victorias en cuatro partidos. El 2 de mayo de 2017, Carvalho volvió a ser técnico interino del primer equipo, en sustitución del despedido Argel Fuchs.
A finales de mes, después de ganar el Campeonato Baiano de ese año, se mudó al Palmeiras y se hizo cargo del equipo sub-20.En octubre de 2018, pasó a ser asistente de Alberto Valentim en el primer equipo, pero volvió a su puesto anterior de cara a la temporada 2018.
En julio de 2018, Carvalho fue interino del Verdão durante un partido, una victoria por 3-0 sobre Paraná.El 24 de agosto de 2021 abandonó el club de mutuo acuerdo.
El 25 de enero de 2022, se anunció que Carvalho sería el nuevo entrenador sub-20 del Santos,pero en cambio se mudó al Athletico Paranaense para convertirse en su entrenador del sub-23 el 9 de febrero.El 5 de mayo, después de que el club despidiera a los asistentes Maurício Souza y Bruno Lazaroni, fue nombrado entrenador interino del equipo por un partido.
Carvalho, asistente del primer equipo para la campaña 2023, fue nombrado entrenador del Paranaense el 16 de junio de 2023, tras el despido de Paulo Turra.Tras la finalización de la temporada, anunció que no continuaría en el cargo.
El 11 de agosto de 2024, se incorporó al Cruzeiro como asistente técnico permanente.El 27 de enero de 2025, quedó al frente del primer equipo de manera interina tras la destitución de Fernando Diniz.

## Clubes

### Como entrenador
| Club                 | País   | Año           |
| -------------------- | ------ | ------------- |
| Vitória              | Brasil | 2015          |
| Vitória              | Brasil | 2017          |
| Palmeiras            | Brasil | 2018          |
| Athletico Paranaense | Brasil | 2022          |
| Athletico Paranaense | Brasil | 2023          |
| Cruzeiro             | Brasil | 2025-presente |

## Palmarés

### Como entrenador

#### Campeonatos regionales
| Título            | Club    | País   | Año  |
| ----------------- | ------- | ------ | ---- |
| Campeonato Baiano | Vitória | Brasil | 2017 |